# منيب أبو أيوب الأزدي
منيب أبو أيوب الأزدي الغامدي أحد الصحابة رضي الله عنهم، معدود في أهل الشام حديثه عند ابن ابنه منيب بن مدرك بن منيب عن أبيه عن جده أنه رأى النبي صلى الله عليه وسلم في الجاهلية وهو يقول: «قولوا لا إله إلا الله تفلحوا...». إلى أخر الحديث.